# La rivincita (film 2020)
La rivincita è un film del 2020 diretto da Leo Muscato.
Il film è l'adattamento cinematografico del romanzo omonimo del 2014 scritto da Michele Santeramo.

## Trama
Due fratelli, Vincenzo e Sabino, sposati rispettivamente con Maja e Angela sono figli di due contadini pugliesi. L’esproprio di un terreno, coltivato a uliveto, in cambio di un risarcimento irrisorio in un caso ed il sogno di poter avere un figlio nell'altro sono le cause del disagio economico in cui precipitano le due famiglie. La precarietà economica incide profondamente sui legami affettivi e familiari e sulla dignità dei protagonisti costringendoli a una continua lotta per la sopravvivenza nella speranza di una rivincita contro la "porca miseria".

## Distribuzione
Il film è stato distribuito a partire dal 4 giugno 2020 come uno degli otto che fanno parte dell'iniziativa La Rai con il cinema italiano, nata in conseguenza della chiusura delle sale cinematografiche determinata dalle misure di contenimento della pandemia di Covid-19 e con la quale, per la prima volta, film destinati alle sale cinematografiche e pensati per avere una distribuzione tradizionale, hanno avuto RaiPlay come prima piattaforma di lancio.